# Cirkus (film)
Cirkus (angleško The Circus) je ameriški nemi komični film, za katerega je Charlie Chaplin napisal scenarij, ga produciral, režiral in v njem odigral glavno vlogo. Pri pisanju scenarija je sodeloval tudi Joseph Plunkett, toda ni naveden v odjavni špici. V glavnih vlogah so nastopili še Al Ernest Garcia, Merna Kennedy, Harry Crocker, George Davis in Henry Bergman. Ravnatelj obubožanega cirkusa najame Chaplinovega Potepuha kot klovna, za katerega se izkaže, da je lahko smešen le nehote, ne kadar si za to prizadeva. 
Produkcija filma je bila najzahtevnejša v Chaplinovi filmski karieri. Prišlo je do številnih težav in zamud, tudi požara v studiu, smrti njegove matere, ločitve z drugo ženo Lito Grey in težav z davčno inšpekcijo, ki je preiskovala morebitni davčni dolg, posledično je bilo snemanje prekinjeno za osem mesecev. Vseeno je Cirkus sedmi najdonosnejši nemi film v zgodovini in je prinesel leta 1928 več kot 3,8 milijona $.

## Zgodba
Na prizorišču zabaviščnega parka revnega in lačnega Potepuha policija zamenja za žeparja ter se poda v lov za njim skupaj s pravim kriminalcev, ki je bil skril ukradeni denarnico in uro v Potepuhov žep. Ob begu se znajde sredi nastopa in nevede postane zvezda predstave. Ravnatelj cirkusa (Al Ernest Garcia) v denarnih težavah ga povabi na preizkušnjo naslednjega dne, toda tam klavrno pogori. Scenski delavni odidejo, ker niso dobili plače, zato ravnatelj v zameno nemudoma najame Potepuha. Ta v predstavi ponovno nehote ustvari komični kaos, zato ga ravnatelj prebrisano najame kot slabo plačanega scenskega delavca. 
Potepuh se spoprijatelji s cirkuško jahačico Merno (Merna Kennedy), s katero ravnatelj in njen očim slabo ravna. Razkrije mu, da je sam zvezda predstave, zato prisili ravnatelja, da ga pravično plača. Ker zaradi njega poslovanje cirkusa cveti, uspe zagotoviti boljši položaj tudi zanjo. Po tem kot Potepuh slučajno sliši vedeževalko napovedati Merni, da vidi »ljubezen in poroko s temnim in čudnim moškim, ki ti je zdaj blizu«, presrečen kupi prstan od drugega klovna. Medtem ona sreča Rexa (Harry Crocker), na novo najetega vrvohodca. Potepuh jo ponovno slučajno sliši, ko pohiti nazaj k vedeževalki in ji pove,  da se je zaljubila v tega novega moškega. S strtim srcem ne more več zabavati množic. Po več neuspešnih predstavah ga ravnatelj opozori, da ima le še eno priložnost. 
Ko Rexa pred predstavo ni moč najti, ravnatelj (ki ve, da je vadil vrvohodstvo, z namenom izpodriniti svojega tekmeca) namesto njega v predstavo postavi Potepuha. Kljub več nezgodam in pripetljajem, ki jih večinoma povzročijo navihane pobegle opice, mu uspe preživeti preizkušnjo. Toda, ko po predstavi vidi ravnatelja dati Merni zaušnico, ga pretepe in dobi odpoved. Merna pobegne, da bi se mu pridružila. Medtem Potepuh najde in pripelje Rexa nazaj, da bi se ta poročil z Merno. Trojica se vrne v cirkus, kjer začne ravnatelj grajati svojo pastorko, toda preneha, ko mu Rex pove, da se je poročil z njo. Ko potujoči cirkus odide, Potepuh ostane. Pobere se in vedro odkoraka stran.

## Igralska zasedba
- Charlie Chaplin kot Potepuh
- Al Ernest Garcia kot ravnatelj cirkusa
- Merna Kennedy kot njegova pastorka, jahačica
- Harry Crocker kot Rex, vrvohodec
- George Davis kot čarodej
- Henry Bergman kot ostareli klovn
- Tiny Sandford kot glavni scenski delavec
- John Rand kot pomočnik scenskega delavca
- Steve Murphy kot žepar

## Produkcija
Chaplin se je prvič začel poigravati z idejo filma o cirkusu že leta 1920. Pozno leta 1925 se je vrnil z New Yorka v Kalifornijo in začel razvijati film v Charlie Chaplin Studios. Scenski oblikovalec Danny Hall je skiciral Chaplinove zgodnje ideje za film, ki se je vračal k enemu svojih starejših filmov Potujoči glasbenik (1916) s podobnimi zamislimi za zgodbo in temami. Chaplin je bil dolgoletni občudovalec francoskega komika Maxa Linderja, ki je umrl oktobra 1925, od njega si je pogosto sposojal tudi skeče in zaplete. Nekateri kritiki izpostavljajo podobnosti med Cirkusom in Linderjevim zadnjim posnetim filmom The King of the Circus.
Snemanje se je pričelo 11. januarja 1926 in bilo v večji meri končano do novembra. Po mesecu snemanja so odkrili, da je negativ filma opraskan. Z restavracijo so uspeli rešiti posnetke. Septembra je v studiu izbruhnil požar, ki je za mesec dni zavlekel produkcijo. Decembra je Chaplin od Lite Grey prejel ločitvene papirje in pravni postopki so končanje filma zavlekli še za eno leto. 

## Premiera
Cirkus je bil premierno prikazan 6. januarja 1928 v Strand Theatre v New Yorku in 27. januarja v Grauman's Chinese Theatre v Los Angelesu. Kar je skoraj sovpadalo z začetkom zvočnega filma, saj je bil prvi celovečerni zvočni film Pevec Jazza (1927) izdan le mesec dni prej.
Chaplin je za film posnel novo glasbeno podlago leta 1978, leto kasneje je avtorske pravice nad novo različico filma dobil The Roy Export Company Establishment, ki ga je izdal leta 1969.

## Sprejem
Film je bil dobro sprejet tako pri gledalcih, kot tudi kritikih, sicer je bil tudi finančno uspešen, vseeno pa manj dobičkonosen od Chaplinovega predhodnega filma Zlata mrzlica. (1925). Mnogi kriti ga štejejo skupaj z Zlato mrzlico za Chaplinovo najboljšo komedijo.

## Analiza
Filmski zgodovinar Jeffrey Vance film vidi kot avtobiografsko metaforo:

Pridruži se cirkusu, prerodi poceni burleskni komiko cirkuških klovnov in postane velika zvezda. Toda ob koncu filma se cirkus preseli brez njega. Ostane sam v prazni cirkuški areni ... To me spominja na Chaplina in njegovo mesto v filmskem svetu. Predstava se seli naprej brez njega. Ta prizor je posnel štiri dni po izdaji filma The Jazz Singer (prvi uspešni zvočni film) v New Yorku. Ko je za film leta 1928 pisal glasbeno podlago, je ta prizor opremil s skladbo »Blue Skies«, ki jo je proslavil Jolson, toda Chaplin jo je zaigral počasi in žalostno, kot pogrebno melodijo.

## Glasbena podlaga
Leta 1947 je Hanns Eisler delal na glasbeni podlagi za film. Uporabil je glasbo, ki jo je sestavil za svoj Septet št. 2 (»Circus«) za flavto, pikolo in klarinet v B-duru, fagot in strunski kvartet. Eislerjeve skice za sekvence prizorov in rime so shranjene v arhivu Hansa Eislerja v Berlinu.
Leta 1967 je Chaplin za film sestavil novo glasbeno podlago in sam posnel vokalno pesem »Swing High Little Girl«, uporabljeno ob uvodnih napisih. Nova različica filma je bila premierno prikazana 15. decembra 1969 v New Yorku z novo glasbeno podlago. V Londonu je bila premiera decembra 1970.

## Nagrade
Charlie Chaplin je bil nominiram za štiri Oskarje, toda ker je dobil častnega Oskarja, je bil izločen iz tekmovalnega programa. Akademija ne navaja več njegovih nominiraj na uradnem seznamu nominirancev, toda večina neuradnih seznamov ga vključuje.
| Kategorija                                                                        | Nominiranec                                                                                               |
| --------------------------------------------------------------------------------- | --- |
| najboljši film                                                                    | United Artists (Charlie Chaplin kot producent)                                                            |
| najboljši režiser komičnega filma                                                 | Charlie Chaplin                                                                                           |
| najboljša moštva glavna vloga                                                     | Charlie Chaplin                                                                                           |
| najboljši izvirni scenarij                                                        | Charlie Chaplin                                                                                           |
| Akademija ga je umaknila iz tekmovalnega programa in mu podelila častnega Oskarja | |
| častni oskar                                                                      | Charles Chaplin »za raznovrstnost in genialnost v igri, pisanju, režiranju in produciranju filma Cirkus«. |